# Viviate
Viviate es una ciudad menor ubicada en el distrito de La Huaca, perteneciente a la provincia de Paita del departamento de Piura en el norte del Perú.  Limita por el norte con río Chira; por el sur con terrenos de terceros; por el este con el centro poblado Portón y; por el oeste con distrito de La Huaca.

## Elevación a Categoría de pueblo
Fue elevado a la Categoría de pueblo mediante Ley 5828 del 22 de noviembre de 1927, dado por el presidente de la República del Perú, Don: Augusto B. Leguía.

## Historia
Es sabido por todos; que cuando llegaron los conquistadores al Perú, estos se desplazaron por todo el territorio peruano, para apropiarse de las ricas y fértiles tierras agrícolas de nuestro Perú. Ya a finales de la Etapa Colonial existía una clase dominante en Piura y en el resto del país, donde sobresalían los Terratenientes y Hacendados. Entre ellos podemos mencionar algunos en PAITA durante los Siglos XVIII - XVX: Los Sánchez Navarrete, Los Gonzales de Salazar y otros.
Según la historia; mucho antes de que existieran los fundos; Corral Quemado, Viviate (Guidino), Viviate (Delgado), Viviate Caserío, el Hacendado Matías Talledo de procedencia Española, era poseedor de un fundo agrícola en este valle. Esto se demuestra según Libro: ESCLAVITUD EN PIURA SS. XVII – XVX, Investigaciones Sociales, qué a la letra dice: “Allá por el año 1812, el esclavista Don José del Castillo introdujo en el puerto de Paita procedentes del bergantín "El Gran Poder de Dios", 06 piezas de esclavos, para dar en venta y enajenación perpetua a Don Matías Talledo para realizar las labores agrícolas de su hacienda·.  (Navarro, Luis Cajavilca, 1999)
Pasado los años, un descendiente de estos esclavos, cansado de tanto trabajo, decidió huir, internándose en la gran montaña que existía en aquellos tiempos por este valle. Así permaneció prófugo hasta que llegó el gobierno de Don Ramón Castilla en el año 1854, quien abolió la esclavitud a los negros procedentes de Centro América y África.
Es aquí donde se da inicio a la tradicional historia del negro llamado VIVIATE.
Este hombre, al verse libre, comenzó a realizar apariciones más continuas ante los viajeros que se trasladaban a través del ferrocarril que hacía la ruta Paita – Sullana – Piura. Y cuando los viajeros le preguntaban cuál era su nombre, este solo contestaba: ¡VIVIATE! – ¡VIVIATE! – ¡VIVIATE! No se sabía si era su nombre, o el nombre de su tierra natal, etnia a la que perteneció antes de ser esclavo. También se sabe que este descendiente de esclavos construyó una rustica choza a laderas del río Chira. Y con el transcurrir de los años, por las continuas crecientes del río tuvo que ir trasladándose a lugares más altos y seguros de la zona; lo que es hoy en día el actual VIVIATE. Es posible que este hombre se acompañara con alguna descendiente de esclavos.
A toda esta razón analizándola se ha podido llegar a siguientes conclusiones:
- Actualmente en Viviate prevalece la gente de tez morena.

## Símbolos de Viviate
BANDERA DE VIVIATE
Tenemos una bandera, cuyo diseño presenta tres franjas en forma horizontal con las siguientes características: color celeste en la parte superior; color amarillo en el centro, color verde en la parte inferior, y en el lado y extremo a nuestra izquierda un triángulo de color rojo con la base vertical.
El color celeste de la parte superior es el reflejo de su cielo profundo y despejado; también a las aguas del río Chira.
El color amarillo en el centro simboliza el calor de las personas viviateñas su alegría y veranada, es la riqueza misma del pueblo y sus esfuerzos que se dan en su artesanía refleja la producción de escobas y esteras que con tanto afán elabora el Viviateño, identificándolo así la capital artesanal de la Subregión Luciano Castillo Colonna.
El color verde de la franja inferior refleja símbolo de la inmensa actividad agrícola que realiza el poblador Viviateño, labrador de la tierra, verde productora de algodón, arroz, maíz y frutales. Así, mismo la esperanza que tiene el pueblo de convertirse en Distrito. 
El color rojo a nuestro lado izquierdo en forma de triángulo en forma vertical nos indica el valor, el coraje para enfrentar las dificultades que nos da de la misma naturaleza.
En la zona de color rojo, encontramos la planta de sorgo y carrizo, fuente de la conocida y reconocida producción de escobas y esteras realizadas por el Viviateño. Esta producción abarca y se une a cada uno de los colores expresados anteriormente, representándonos a la intensidad de su simbólica fuerza y vigor que hacen de Viviate un lugar caracterizado, por eso el color rojo se representa uniéndolos en su totalidad.
ESCUDO DE VIVIATE
a).- Teniendo muchos años de existencia, contando una población emergente y creciente cada año según las últimas estadísticas oficiales del I.N.E.I.; con una actividad agrícola-productiva-comercial a la que se suman las actividades socio-educativas motivadas por el permanente y paulatino crecimiento demográfico, a Viviate le asisten todas las razones y derechos para oficializar los símbolos que lo identifiquen en su debido nivel político de reconocimiento jurisdiccional como debe ser, en este caso, un escudo en el que se reflejen sus características histórico-culturales-laborales-productivas.
b). El escudo en concurso ha sido diseñado con una estructura vertical semi-rectangular, sobre una base rematada en un hemiciclo o semicírculo en cual aparecen las principales figuras representativas encimadas sobre una estera (uno de los principales productos artesanales de su población) ribeteada artísticamente con una cinta con los colores patrios que enmarca el blasón viviateño.            
c).- Este escudo ha sido dividido en dos campos: el superior color azul, que refleja el límpido cielo o firmamento e identifica igualmente la creación celestial del mundo y a Dios o el Gran Hacedor:
d).- En la parte superior del mismo, aparece el sol radiante iluminando y dando vida y energía a la población viviateña, así como a los fértiles campos de cultivo diverso en toda su jurisdicción territorial. 
e).- En el área inferior figura, en color verde natural, la tierra agrícola cultivada de diversos frutos, amén de los típicos totorales, carrizos y juncos que constituyen el producto más importante en la producción artesanal típica de su comunidad.
f).- En este mismo espacio aparece también, atravesando oblicuamente los reverdecidos campos, el ancho y generoso río Chira, del cual se provee agua la comunidad en general para sus inmensos sembríos y sus actividades de cría de ganado mayor y menor.
g).- Al centro del blasón, formando la Cruz de Cristo, en línea horizontal (brazos), aparece, en primer lugar, la palana o lampa campesina, principal herramienta de trabajo e incuestionable símbolo del agricultor viviateño, con la cual realiza su diaria faena diaria. Cruzando verticalmente esta figura, se manifiesta la escoba uno de los productos artesanales de más demanda en el mercado local, regional y nacional, y cuya popularidad es totalmente reconocida en todos los mercados del país, por ser este recurso utilitario uno de los mejores en el aseo y limpieza domiciliaria.  
h).- Ambas figuras formando la cruz cristiana, relievan y destacan, igualmente, la profunda fe del pueblo viviateño en Cristo Jesús, el Redentor del Mundo, venerándola como la insignia más importante en sus típicas y folklóricas actividades religiosas anuales.
i).- En las dos esquinas superiores del escudo aparecen en rizados lazos, dos cintas bicolor (blanco y rojo) bordeándolo. Estas cintas representan los colores de la nuestra Bandera, la nacionalidad peruana y el ferviente patriotismo de su población, las mismas que terminan bajando graciosamente hacia la parte inferior donde está escrita sobre una cinta con los colores patrios la identificación del centro poblado: “VIVIATE”, nombre o topónimo de su pujante población.
k).-En la parte superior del escudo así como en los laterales, izquierdo y derecho, aparece el lema: “PAZ”, “TRABAJO”, “PROSPERIDAD”, el que fundamenta los dones heredados por su población, así como las virtudes y valores éticos y morales que orientan hacia el progreso y desarrollo a las generaciones actuales y en actual formación.
l).- Los colores con los que ha sido pintado el escudo son apropiados porque expresan en sus vivas tonalidades la belleza de esta localidad como son el cerúleo del amanecer en su cielo o firmamento, el verde de sus campos, su sinuoso y azulado Río Chira, sus típicos productos de los sembríos naturales como la estera del fondo, en la escoba y la lampa formando la cruz del Redentor, así como en su radiante sol norteño, todo ello enmarcado por las palabras o lema le dan un notorio atractivo, evidencia indiscutible de sus dones, de su religiosidad, de su producción, de su   patriotismo y de su  raigambre o estirpe formada y asentada en los valores del ser humano.
HIMNO A VIVIATE
CORO:
La gloria a Viviate evocaré
Y siempre en alto su nombre dejaré
La gloria a Viviate juntos proclamar
Con el juramento de honores alcanzar (Bis)
ESTROFA I
Fértil valle asentado en el Chira
Un sueño en tu suelo se sembró
Un esclavo en la gloria te admira
Pues su nombre Viviate te legó (Bis)
Progresista viril nuestra raza
Con esfuerzo y tesón a triunfar
Nuestra lucha es virtud y destreza
Eres Viviate umbral de bienestar. (Bis) 
ESTROFA II
Nuestra historia, cultura y riqueza
En el arte, deporte, educación
El talento es nuestra fortaleza
Que ha Viviate, Dios nos heredó (Bis)
El turismo ecológico en Viviate
Con un pueblo devoto acogedor
Agricultores y tejedores
Te han convertido en patrimonio artesanal. (Bis)

## Geografía
Se ubica al este de la misma, 
Se encuentra ubicado sobre los 33 msnm, tiene una extensión territorial de 0,883 km² cuadrados y posee una población de 6636 habitantes.

## Creación de la Municipalidad de Centro Poblado Viviate
El 22 de febrero de 1989, mediante Resolución Municipal N.º 074 del Concejo Provincial de Paita, se crea el Concejo o Municipalidad Delegada de Viviate (A la Actualidad Municipalidad del Centro Poblado Viviate - Ref. Adecuación a la Ley Nº27972 - Ley Orgánica de Municipalidades), cuya instalación fue el 24 de junio del mismo año, siendo su Primer Alcalde don Pedro Eduardo López Denegri.

## Autoridades

### Municipales
- 2023-2026
  - Alcalde: Andrea de los Milagros Talledo Palomeque, del Movimiento Independiente Unión Democrática - Viviate.
  - Regidores: Karla Elena Navarro Peralta (UD), Horacio Ácaro Barrientos (UD), Sucy Marleny Cueva Cobeñas (UD), Eswin Aaron Paucar Villegas (UD), Maria Arelis Castillo Flores (PPP).

### Policiales
- Comisario: Sargento PNP .

### Religiosas
- Arquidiócesis de Piura[3]
  - Arzobispo: Mons. José Antonio Eguren Anselmi SCV.[4]
- Parroquia 
  - Párroco: Pbro. Luis Tume Periche

## Atractivos turísticos

### Urbanos
- Antiguo Palacio Municipal - PAR Viviate
- Plaza M. Grau
- Cruz de Conchal

### Rurales
- Río Chira

## Ciudades Hermanas
Loja, Ecuador